# Rapport d'ondes stationnaires
Pour les articles homonymes, voir ROS, TOS et ondes (homonymie).
 (août 2020).
Si vous disposez d'ouvrages ou d'articles de référence ou si vous connaissez des sites web de qualité traitant du thème abordé ici, merci de compléter l'article en donnant les références utiles à sa vérifiabilité et en les liant à la section « Notes et références ».

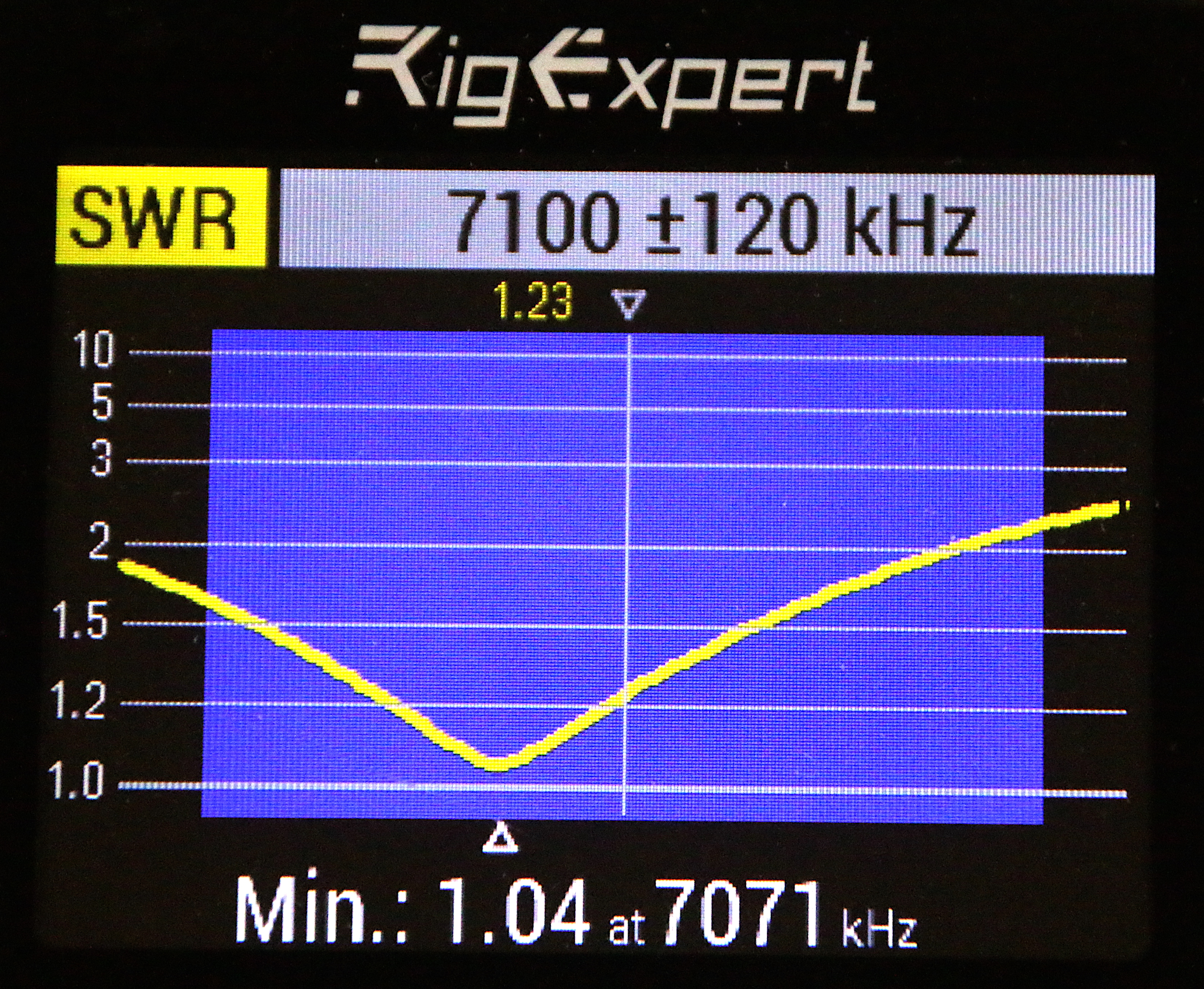
ROS d'une antenne HB9XBG-Dipole verticale en bande de 40-meters en fonction de fréquence

Le rapport d'ondes stationnaires (ROS) ou standing wave ratio (SWR) en anglais, et le taux d'ondes stationnaires (TOS) expriment la qualité de l'adaptation d'antenne, à une ligne de transmission, coaxiale ou bifilaire.

## Définition du ROS
Dans une ligne de transmission coexistent une onde incidente, d'amplitude {\displaystyle V_{i}}, et une onde réfléchie, d'amplitude {\displaystyle V_{r}}.
La superposition de ces deux ondes va produire une onde résultante dont l'amplitude va varier le long de la ligne.
- On observera des maxima aux endroits où l'onde incidente et l'onde réfléchie produisent des interférences constructives. On a donc {\displaystyle V_{\mathrm {max} }=V_{i}+V_{r}}.
- Réciproquement, on observera des minima aux endroits où les deux ondes produisent des interférences destructives. On a donc {\displaystyle V_{\mathrm {min} }=V_{i}-V_{r}}.

Le ROS (en anglais, SWR ou plus précisément VSWR) est défini comme le rapport des extrema :
{\displaystyle \mathrm {ROS} ={\frac {V_{\mathrm {max} }}{V_{\mathrm {min} }}}={\frac {V_{i}+V_{r}}{V_{i}-V_{r}}}}
On définit également le coefficient de réflexion {\displaystyle \Gamma } comme le rapport des amplitudes (complexes) réfléchie et incidente :
{\displaystyle \Gamma ={\frac {{\underline {V}}_{r}}{{\underline {V}}_{i}}}}
{\displaystyle \Gamma } est complexe : il tient compte des différentes phases. Cependant, on manipule le plus souvent {\displaystyle \rho }, le module de {\displaystyle \Gamma } :
{\displaystyle \rho =|\Gamma |={\frac {V_{r}}{V_{i}}}}
On peut réécrire {\displaystyle V_{\mathrm {min} }} et {\displaystyle V_{\mathrm {max} }} à l'aide de {\displaystyle \rho } :
- {\displaystyle V_{\mathrm {max} }=V_{i}(1+\rho )} ;
- {\displaystyle V_{\mathrm {min} }=V_{i}(1-\rho )}.

D'où une nouvelle expression du ROS en fonction de {\displaystyle \rho } :
{\displaystyle \mathrm {ROS} ={\frac {1+\rho }{1-\rho }}}
Cette formule permet de passer de {\displaystyle \rho } module de {\displaystyle \Gamma } au ROS.

## Définition du TOS
Dans l'utilisation courante, le TOS et le ROS sont erronément confondus, ils n'ont pas la même définition, mais elles sont liées mathématiquement. Cependant, on rencontre couramment en langue française la définition du TOS ci-dessous (qui n'a pas d'équivalent en anglais). Les radioamateurs anglophones n'ont pas ces soucis de subtilités sémantiques. Ils utilisent uniquement le sigle SWR pour Standing Wave Ratio. Il existe aussi (V)SWR pour (Voltage) Standing Wave Ratio afin de préciser que la mesure fait référence à la tension le long de la ligne. De même (I)SWR indique que l’on utilise les valeurs d’intensité du courant HF pour déterminer le SWR.
Le taux d'onde stationnaire (TOS) est quant à lui égal à {\displaystyle 100|\Gamma |}, ou si l'on veut, l'expression de {\displaystyle |\Gamma |} comme un pourcentage. Par définition, c'est la valeur de l'amplitude de l'onde réfléchie exprimée comme un pourcentage de celle de l'onde incidente. On pourra donc ajouter le suffixe « % ».
Pour passer directement du TOS au ROS : Puisque {\displaystyle ROS=(1+|\Gamma |)/(1-|\Gamma |)} et que {\displaystyle |\Gamma |=TOS/100}, on aura:
{\displaystyle ROS=(1+TOS/100)/(1-TOS/100)} et après simplification,
{\displaystyle \mathrm {ROS} ={\frac {100+\mathrm {TOS} }{100-\mathrm {TOS} }}}
Exemple : Si dans un système antenne/ligne de transmission, 35 % de la tension incidente est réfléchie (donc un TOS de 35 %), alors :
{\displaystyle ROS=(100+35)/(100-35)=2,08}
En isolant algébriquement le terme TOS, on obtiendra aussi :
{\displaystyle \mathrm {TOS} =100{\frac {\mathrm {ROS} -1}{\mathrm {ROS} +1}}}
Exemple : si le ROS est de 3,5, alors le TOS sera de 55,6 %.
On considère souvent les puissances de l'onde incidente et de l'onde réfléchie. On exprime alors le pourcentage de la puissance incidente que l'on retrouve dans la puissance réfléchie. Il ne faut pas confondre ce pourcentage de puissance avec le TOS, qui est un pourcentage d'amplitude. Comme la puissance est proportionnelle au carré de l'amplitude de l'onde, dans les deux exemples ci-dessus, on aura :
- Pour un ROS de 2,08 on aura un TOS de 35 % et une puissance réfléchie de 12,25 % de la puissance incidente.

- Pour un ROS de 3,5 on aura un TOS de 55,6 % et une puissance réfléchie de 30,9 % de la puissance incidente.

## Liaison avec les impédances
Considérons un émetteur radio, d'impédance de sortie {\displaystyle Z_{s}}, alimentant une antenne, dont l'impédance est {\displaystyle Z_{a}} au travers d'une ligne de transmission caractérisée par une impédance caractéristique {\displaystyle Z_{c}}. Pour qu'un maximum d'énergie soit transmise à l'antenne, il faut que deux conditions soient remplies : en un point quelconque de la ligne les impédances vues vers l'aval et vers l'amont doivent être conjuguées. En d'autres termes, les parties réelles (résistives) des impédances doivent être identiques et les parties imaginaires (réactives) doivent être de même grandeur, mais de signes opposés. Ceci permettra donc une meilleure transmission de puissance entre l'émetteur et le récepteur (parce qu'il n'y aura pas de chaleur dissipée dans le circuit, voir Watts (puissance)). Le but ici est de transférer le plus possible d'énergie ailleurs que dans le circuit (garder sa puissance pour une meilleure émission).
Cas particulier, si {\displaystyle Z_{a}} est purement résistive :
- {\displaystyle Z_{s}=Z_{c}=Z_{a}} ;

La ligne de transmission est ainsi terminée sur une charge d'impédance égale à son impédance caractéristique ; on dit qu'elle est adaptée en sortie et qu'elle est adaptée en entrée.
Si ces impédances ne sont pas égales (mais purement résistives), le ROS peut être calculé de la façon suivante :
- {\displaystyle ROS=Z_{c}/Z_{a}} lorsque {\displaystyle Z_{c}} est supérieure ou égale à {\displaystyle Z_{a}} ;
- {\displaystyle ROS=Z_{a}/Z_{c}} si {\displaystyle Z_{c}} est inférieure à {\displaystyle Z_{a}} ; le ROS est donc toujours supérieur ou égal à l'unité.

Note importante : le ROS n'est fonction que du rapport entre l'impédance de charge {\displaystyle Z_{a}} et l'impédance caractéristique de la ligne {\displaystyle Z_{c}}. C'est-à-dire que le ROS n'est fonction que de ce qui se passe en amont du point de mesure et pas de l'impédance {\displaystyle Z_{s}} de l'émetteur.
Lorsque {\displaystyle Z_{s}=Z_{c}} et en plus que le ROS vaut 1, toute l'énergie fournie par l'émetteur (à part les pertes dans la ligne) est acceptée par l'antenne et transformée en ondes électromagnétiques (à part les pertes dans l'antenne).
Par contre, si {\displaystyle ROS>1}, une partie de l'énergie est renvoyée de l'antenne vers l'émetteur. Deux cas de figure:
- L'émetteur est adapté à l'entrée de ligne, grâce à un choix judicieux de la longueur et de l'impédance caractéristique de la ligne.

- L'émetteur n'est pas adapté à l'entrée de ligne : le couplage à l'émetteur sera mauvais et le point de fonctionnement de l'étage final sera décalé du point de vue DC, ce qui peut endommager ce dernier.

Pour éviter tous ces inconvénients, on fera en sorte dans la mesure du possible que l'antenne soit adaptée à la sortie de ligne (ce qui entrainera un ROS correct) et que l'émetteur soit adapté à l'entrée de ligne, ce qui optimisera les performances de ce dernier. Ce sont des conditions que l'on sait réaliser pour les fréquences élevées.
Cependant, il n'est pas toujours possible d'adapter l'antenne à la ligne, pour les fréquences basses ou décamétriques. Dans ce cas, on essaiera en premier d'adapter la sortie de ligne à l'antenne par un organe de couplage entre la sortie de ligne et l'antenne. On obtiendra ainsi un ROS correct. Cette solution n'est cependant pas toujours réalisable pour les émetteurs multifréquences. On sera alors obligé de faire fonctionner la ligne "en ondes stationnaires" et pour obtenir l'adaptation entre l'émetteur et l'entrée de ligne, on disposera un organe de couplage entre l'entrée de ligne et l'émetteur. Ainsi, l'énergie HF réfléchie par l'antenne (donc {\displaystyle ROS>1}) et qui revient sur l'organe de couplage, est renvoyée par celui-ci à nouveau vers l'antenne, en phase avec la puissance incidente et participe à l'émission. Dans ce cas les seules pertes supplémentaires viendront des multiples trajets dans la ligne de transmission mais globalement, si les pertes par dissipation de la ligne sont faibles, il y a aura peu de pertes même avec un ROS important.
Les adaptateurs d'impédance seront des transformateurs ou des lignes quart d'onde ou des coupleurs à composants discrets.
Remarque : la présence d'ondes stationnaires sur une ligne de transmission peut avoir un autre effet négatif, celui d'atteindre la tension de claquage de la ligne. En effet la présence d'ondes stationnaires peut doubler la tension nominale présente aux ventres de tension.

## Interprétation
Lorsque {\displaystyle ROS>1}, circulent simultanément dans la ligne une onde incidente, de l'émetteur vers l'antenne, et une onde réfléchie, de l'antenne vers l'émetteur. La superposition de ces deux ondes dans la ligne provoque l'apparition d'ondes stationnaires : à certains endroits de la ligne, les amplitudes des deux ondes s'additionnent, l'on a des ventres (forte amplitude) ; en d'autres endroits, les amplitudes se soustraient, l'amplitude de l'onde résultante est minimum, c'est ce que l'on appelle les nœuds.